# Collection
Collection is een muziekalbum van The Cats uit 1983. De elpee kwam uit in een tijd dat The Cats na een tijdje uit elkaar geweest te zijn, weer begonnen samen te werken. Ook twee eerdere verzamelalbums stonden in dit teken. Na dit album verscheen dit jaar weer een origineel album met niet eerder uitgebrachte nummers, Third life.

## Nummers
| Nummer | Naam                                                 | Geschreven door                         | Duur | Opmerkingen |
| ------ | ---------------------------------------------------- | --------------------------------------- | ---- | ----------- |
| A1     | Save the last dance for me                           | Doc Pomus en Mort Shuman                | 3:03 |             |
| A2     | Love in your eyes                                    | Al Capps, Gordon Marron en Reid Reilich | 2:20 |             |
| A3     | Come Sunday                                          | Lane Caudell en Harry Lloyd             | 2:30 |             |
| A4     | One way wind                                         | Arnold Mühren                           | 3:39 |             |
| A5     | Let's dance                                          | Piet Veerman                            | 3:25 |             |
| A6     | The end of the show                                  | Cees Veerman                            | 4:30 |             |
| B1     | Rock 'n' roll (I gave you the best years of my life) | Kevin Johnson                           | 4:56 |             |
| B2     | Without your love                                    | Cees Veerman en Mel Andy                | 2:46 |             |
| B3     | Lies                                                 | Lewis & Clarke                          | 2:52 |             |
| B4     | In my room                                           | John Farnham                            | 2:37 |             |
| B5     | Mandy my dear                                        | Jaap Schilder                           | 3:18 |             |
| B6     | Be my day                                            | Larry Murray                            | 2:59 |             |